# 小行星303775
2005 QU182，也写作2005 QU182，是一颗视星等为3.5的海王星外天体。这使得它成为最大的矮行星候选者之一。截止2011年8月，迈克尔·E·布朗将它列为很有可能的矮行星。

## 距离
它于1971年经过近日点，目前离太阳49天文单位。
查阅过去的观测数据表明，从1974年开始，它已被观测到49次，冲被观测到则有8次。

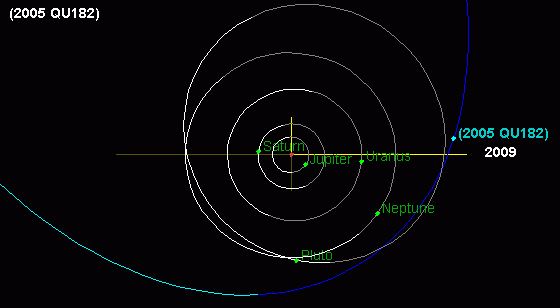
2005 QU_{182}绕太阳一周需要超过1200年。在已知的矮行星和矮行星候选者中，只有塞德娜的轨道半长轴比它更长。